# Stage Fright (The Band)
Stage Fright è il terzo album in studio del gruppo musicale canadese-statunitense The Band, pubblicato nel 1970.

## Tracce
Tutte le tracce sono state scritte e composte da Robbie Robertson, tranne dove indicato.
Lato A
1. Strawberry Wine – 2:34 (Levon Helm, Robbie Robertson)
2. Sleeping – 3:10 (Richard Manuel, Robbie Robertson)
3. Time to Kill – 3:24
4. Just Another Whistle Stop – 3:48 (Richard Manuel, Robbie Robertson)
5. All La Glory – 3:31

Durata totale: 16:27
Lato B
1. The Shape I'm In – 3:58
2. The W.S. Walcott Medicine Show – 2:58
3. Daniel and the Sacred Harp – 4:06
4. Stage Fright – 3:40
5. The Rumor – 4:13

Durata totale: 18:55
Edizione CD del 2000, pubblicato dalla Capitol Records (72435-25395-2-9)
Tutte le tracce sono state scritte e composte da Robbie Robertson, tranne dove indicato.
1. Strawberry Wine – 2:36 (Levon Helm, Robbie Robertson)
2. Sleeping – 3:17 (Richard Manuel, Robbie Robertson)
3. Time to Kill – 3:28
4. Just Another Whistle Stop – 3:55 (Richard Manuel, Robbie Robertson)
5. All La Glory – 3:35
6. The Shape I'm In – 4:01
7. The W.S. Walcott Medicine Show – 3:00
8. Daniel and the Sacred Harp – 4:14
9. Stage Fright – 3:44
10. The Rumor – 4:16
11. Daniel and the Sacred Harp – 5:02 – Bonus Track - Alternate Take
12. Time to Kill – 3:26 – Bonus Track - Alternate Mix
13. The W.S. Walcott Medicine Show – 3:05 – Bonus Track - Alternate Mix
14. Radio Commercial – 1:05 – Bonus Track

Durata totale: 48:44

## Formazione
- Rick Danko – basso, contrabbasso, violino, voce
- Levon Helm – batteria, chitarra a 12 corde, percussioni, voce
- Garth Hudson – organo, piano elettrico, fisarmonica, sassofono
- Richard Manuel – pianoforte, organo, batteria, clavinet, voce
- Jaime Robbie Robertson – chitarra, autoharp